# Mahmoud Kamel
Mahmoud Kamel, teljes nevén: Mostafa Kamel Mahmoud (Kairó, 1927. november 7. – 2004. augusztus) egyiptomi nemzetközi labdarúgó-játékvezető.

## Pályafutása

### Labdarúgóként
Fiatal korában főleg a labdasportokat kedvelte, sokat kosárlabdázott és asztaliteniszezett, de leginkább a labdarúgást szerette. Játékosként mintegy 10 éven keresztül a kairói Arsenal csapatában szerepelt. Pályafutását egy súlyos sérülés szakította félbe.

### Nemzeti játékvezetés
A játékvezetői vizsgát 1957-ben tette le. A küldési gyakorlat szerint rendszeres partbírói tevékenységet is végzett. 1963-ban lett az I. Liga játékvezetője. A nemzeti játékvezetéstől 1974-ben vonult vissza.

### Nemzetközi játékvezetés
Az Egyiptomi labdarúgó-szövetség Játékvezető Bizottsága (JB) terjesztette fel nemzetközi játékvezetőnek, a Nemzetközi Labdarúgó-szövetség (FIFA) 1967-től tartotta nyilván bírói keretében. A FIFA JB központi nyelvei közül a angolt beszélte. Több nemzetek közötti válogatott és klubmérkőzést vezetett, vagy működő társának partbíróként segített. Az egyiptomi nemzetközi játékvezetők rangsorában, a világbajnokság sorrendjében a 2. helyet foglalja el 2 találkozó szolgálatával. Az aktív nemzetközi játékvezetéstől 1974-ben búcsúzott. Több mint 40 nemzetek közötti válogatott és klubmérkőzést vezetett.

#### Labdarúgó-világbajnokság
A világbajnoki döntőkhöz vezető úton Nyugat-Németországba a X., az 1974-es labdarúgó-világbajnokságra a FIFA JB játékvezetőként alkalmazta. A FIFA JB elvárása szerint, ha nem vezetett, akkor partbíróként tevékenykedett. Egy csoportmérkőzésen és az egyik, második körös selejtezőben volt partbíró. Ali Huszejn Kandíl után a 2. egyiptomi bíró, aki világbajnoki mérkőzés vezethetett. Selejtező mérkőzéseket a CAF zónában vezetett. Világbajnokságokon vezetett mérkőzéseinek száma: 1 + 2 (partbíró).

##### 1974-es labdarúgó-világbajnokság

###### Selejtező mérkőzés
| Időpont          | Helyszín                      | Mérkőzés típusa             | Mérkőzés       | Eredmény |
| ---------------- | ----------------------------- | --------------------------- | -------------- | -------- |
| 1972. június 23. | Nemzeti Stadion, Kartúm       | előselejtező (első forduló) | Szudán–Kenya   | 1 – 0    |
| 1973. április 1  | Nemzeti Stadion, Addisz-Abeba | előselejtező (2. forduló)   | Etiópia–Zambia | 0 – 0    |

###### Világbajnoki mérkőzés
| Időpont          | Helyszín              | Mérkőzés típusa              | Mérkőzés        | Eredmény | Nézők száma |
| ---------------- | --------------------- | ---------------------------- | --------------- | -------- | ----------- |
| 1974. június 18. | Imtech Arena, Hamburg | első csoportkör (1. csoport) | Ausztrália–NSZK | 0 – 3    | 35 000      |